# Nacaduba icena
Nacaduba icena är en fjärilsart som beskrevs av Hans Fruhstorfer 1916. Nacaduba icena ingår i släktet Nacaduba och familjen juvelvingar. Inga underarter finns listade i Catalogue of Life.